# Prezydenci Turkmenistanu
Prezydent Turkmenistanu – głowa państwa i szef władzy wykonawczej, najwyższy urzędnik państwowy w Republice Turkmenistanu. Jego pozycję w systemie władzy określa konstytucja Turkmenistanu z 1992, kilkakrotnie nowelizowana, w tym po raz ostatni w 2008. Stanowisko prezydenta w latach 1991–2006 zajmował Saparmurat Nijazow. Od 2007 do 2022 funkcję tę sprawował Gurbanguly Berdimuhamedow. W 2022 na stanowisku prezydenta zastąpił jego syn – Serdar Berdimuhamedow.

## Pozycja ustrojowa i wybór
Na mocy konstytucji Turkmenistan jest republiką prezydencką. Prezydent jest głową państwa i szefem władzy wykonawczej, gwarantem niepodległości, integralności terytorialnej, a także najwyższym urzędnikiem w państwie. 
Na prezydenta może zostać wybrany obywatel Turkmenistanu, nie młodszy niż 45 lat i nie starszy niż 70 lat, posiadający znajomość języka państwowego, zamieszkujący na stałe od 15 lat w granicach państwa, zatrudniony w instytucjach państwowych, społecznych stowarzyszeniach, w przedsiębiorstwach, instytucjach, organizacjach. Prezydent jest wybierany na okres 7 lat w wyborach powszechnych przez naród, obejmuje swoje stanowisko po złożeniu przysięgi. Procedura wyboru prezydenta określona jest przez prawo.

## Kompetencje prezydenta
Prezydent Turkmenistanu wprowadza w życie Konstytucję i ustawy, nadzoruje wykonywanie polityki zagranicznej, reprezentuje państwo na arenie międzynarodowej, mianuje posłów i przedstawicieli dyplomatycznych organizacji międzynarodowych, przyjmuje zagraniczną korespondencję dyplomatyczną. 
Jest głównodowodzącym wojsk Turkmenistanu, wydaje rozkazy o mobilizacji sił zbrojnych, wyznacza dowódców wojskowych. Formuje i przewodzi Państwowej Radzie Bezpieczeństwa Turkmenistanu. Określa kierunek politycznego i gospodarczego rozwoju państwa. Przedkłada parlamentowi do zatwierdzenia budżet państwa. Podpisuje ustawy państwowe, posiada prawo weta (prawo to nie rozciąga się na zmiany w Konstytucji). Prezydent mianuje członków Centralnej Komisji Wyborczej przed przeprowadzeniem referendów i wyborów, wyznacza datę referendów oraz przedwczesnej sesji Parlamentu. 
Decyduje w kwestiach nadania i zrzeczenia się obywatelstwa Turkmenistanu oraz zapewnienia azylu politycznego. Nadaje ordery i nagrody państwowe oraz stopnie wojskowe i inne specjalne wyróżnienia państwowe. Za zgodą parlamentu mianuje Prokuratora Generalnego, przewodniczącego Sądu Najwyższego, Ministra Spraw Wewnętrznych i Ministra Sprawiedliwości (Adalata). Decyduje o amnestii. Zarząd stan wyjątkowy na terenie całego kraju lub jego części. 
Prezydent nie może był członkiem parlamentu. Jest objęty immunitetem. 

## Zdjęcie z urzędu i opróżnienie urzędu
Prezydent Turkmenistanu może zostać zwolniony z obowiązków z powodu niezdolności do ich wykonywania z przyczyn chorobowych; taką decyzję podejmuje parlament głosami co najmniej 2/3 ustawowej liczby deputowanych na podstawie rekomendacji niezależnej komisji lekarskiej. W przypadku naruszenia konstytucji i innych ustaw przez prezydenta parlament może pociągnąć prezydenta do odpowiedzialności konstytucyjnej (wniosek w tej sprawie wymaga co najmniej 2/3 głosów ustawowej liczby deputowanych, przyjęcie wniosku wymaga co najmniej 3/4 głosów ustawowej liczby deputowanych). Złożenie prezydenta z urzędu musi zostać następnie zatwierdzone na drodze referendum.
Prezydent nie ma prawa przekazania swoich obowiązków innym organom państwowym (poza wyjątkami, gdy władzę przyjmuje przewodniczący parlamentu). W przypadku, gdy prezydent nie jest w stanie wykonywać swych obowiązków, do czasu wyboru nowego prezydenta Państwowa Rada Bezpieczeństwa Turkmenistanu tymczasowo wyznacza na pełniącego obowiązki prezydenta jednego z zastępców Przewodniczącego Gabinetu Ministrów. W tym przypadku wybory prezydenckie powinny odbyć się w okresie nieprzekraczającym 60 dni od wyznaczenia p.o., przy czym osoba, pełniąca obowiązki prezydenta, nie może kandydować w tych wyborach.

## Lista prezydentów Turkmenistanu
Pierwszym prezydentem Turkmenistanu został 27 października 1991, w dniu ogłoszenia przez kraj niepodległości, Saparmurat Nijazow. Wcześniej, od 2 listopada 1990, zajmował on stanowisko prezydenta Turkmeńskiej Socjalistycznej Republiki Radzieckiej. W wyborach w czerwcu 1992 uzyskał reelekcję. W 1993 przyjął tytuł „Turkmenbaszy” (Ojciec wszystkich Turkmenów). Referendum z 1994 roku przedłużyło jego mandat do 2002. W 1999 został ogłoszony przez parlament „dożywotnim prezydentem”. 
Po jego śmierci 21 grudnia 2006 i aresztowaniu konstytucyjnego tymczasowego prezydenta Öwezgeldi Ataýewa, obowiązki głowy państwa przejął wicepremier, Gurbanguly Berdimuhamedow, który w lutym 2007 zwyciężył w wyborach prezydenckich. 
| #                        | Imię i Nazwisko                   | Portret | Objął urząd          | Zdał urząd      | Partia polityczna                      |
| ------------------------ | --------------------------------- | ------- | -------------------- | --------------- | -------------------------------------- |
| Prezydenci Turkmenistanu |                                   |         |                      |                 |                                        |
| 1                        | Saparmyrat Nyýazow (1940–2006)    |         | 27 października 1991 | 21 grudnia 2006 | TDP                                    |
| –                        | Öwezgeldi Ataýew (1951–)          |         | 21 grudnia 2006      | 21 grudnia 2006 | TDP                                    |
| 2                        | Gurbanguly Berdimuhamedow (1957–) |         | 21 grudnia 2006      | 19 marca 2022   | TDP (przed 2013) bezpartyjny (od 2013) |
| 3                        | Serdar Berdimuhamedow (1981–)     |         | 19 marca 2022        | nadal urzęduje  | TDP                                    |